# Creutzfeldt-Jakobova bolest

Creutzfeldt-Jakobova bolest je rijetka, degenarativna bolest mozga.
Pretpostavlja se da je izazvana proteinskim infektivnim česticama zvanim prioni. Prioni su čestice sitnije od virusa, a izgrađeni od vrlo otpornih bjelančevina.
Ako se pojavi kod goveda zove se bovina spongiformna encefalopatija ili bolest kravljeg ludila, a ako se pojavi kod čovjeka onda se zove Creutzfeldt-Jakobova bolest. Obje vrste bolesti mogu se prenijeti s jedne vrste na drugu: sa životinje na životinju, sa životinje na čovjeka ili s čovjeka na čovjeka i to kroz hormon rasta, presađivanjem rožnice i sl. Međutim bolest kod čovjeka se pojavljuje tek ako osoba ima odgovarajući gen za aktiviranje. Odlikuje se dugom, višegodišnjom inkubacijom, sporim i dugim kliničkim tijekom i smrtnim ishodom. Incidencija ove bolesti u svijetu je jako mala, u prosjeku 1 slučaj na oko 2 000 000 stanovnika. Pojavljuje se u osoba oba spola, najčešće u dobi između 50 i 60 godine. Oko 15 % bolesnika ima genetski uvjetovani, autosomno – dominantno nasljedni oblik bolesti. Dominantan klinički znak je demencija koja se progresivno razvija. U kasnijoj fazi bolesti mogući su i drugi neurološki poremećaji kao što su spastičnost, ataksija, tremor, piramidni deficit, poremećaj vida, poremećaj vegetativnih funkcija, epileptički napadi i dr. 
Dijagnoza 
Osim kliničke slike za postavljanje dijagnoze važne su karakteristične promjene u elektroencefalografskom pregledu mozga. 
Specifično liječenje ne postoji. 
Tijekom 1996. godine u Velikoj Britaniji je opisano deset bolesnika s novim oblikom ove bolesti. Ona se odlikovala nešto duljim tijekom i progresijom uglavnom kod mlađih osoba prosječne starosti 29 godina. Svi oboljeli su konzumirali goveđe meso ili prerađevine. Prvi znaci bolesti su se manifestirali psihičkim poremećajem, zatim su se pojavljivale cerebralne ataksije, mioklonije i horea. Demencija je imala progresivan karakter. 